# 硃砂
朱砂（英語：或，來自古希臘語 κιννάβαρι (kinnábari)），又称丹砂、赤丹、汞沙，矿物学中称辰砂，为礦物形式的朱红色到砖红色的硫化汞。这种矿石是提炼汞元素的最常见来源，也是历史上朱红色或亮红色颜料的来源。
这种矿物在对称性和表现出双折射方面与石英相似。朱砂的平均折射率接近3.2，硬度在2.0和2.5之间，比重约为8.1。颜色和特性源自属于三方晶系的六方晶格结构，晶体有时表现出孪晶。
朱砂使用和处理的相关现代预防措施源于汞的毒性，人類早在古罗马就已认识到这一点。

## 特性和结构

### 特性
朱砂一般呈块状、粒状或土状，颜色呈鲜红色至砖红色，但偶尔会出现具有金刚光泽的晶体它的对称性类似于石英。它具有双折射性，在所有矿物中具有第二高的折射率。其平均折射率为3.08（钠光波长），与金刚石和砷化镓（GaAs）的折射率相比，分别为2.42和3.93。朱砂的莫氏硬度为2.0-2.5，比重为8.1。

### 结构

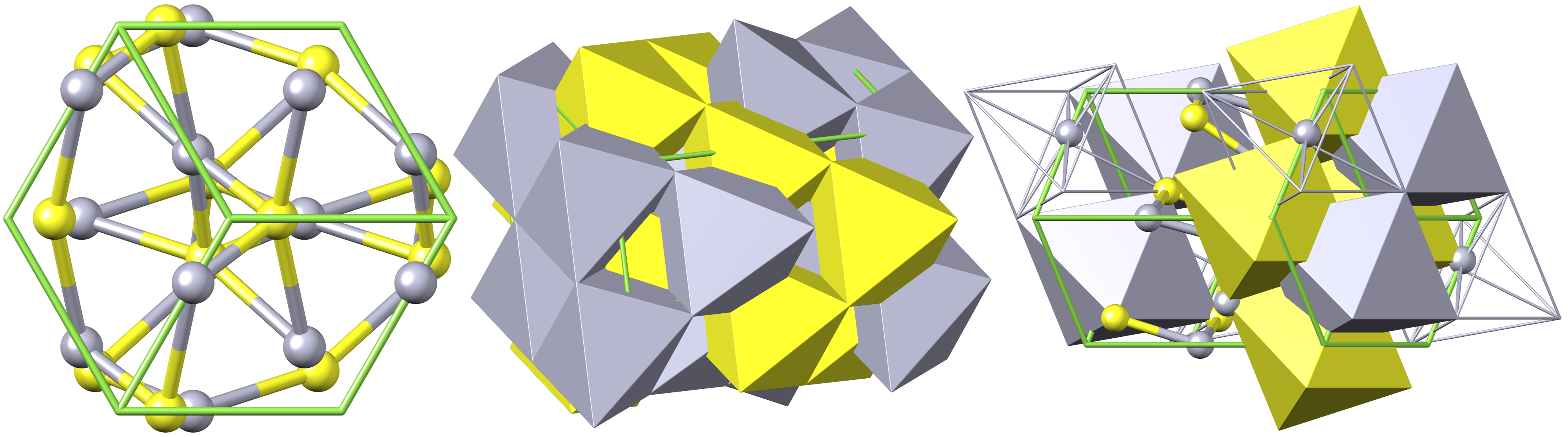

朱砂在结构上属于三方晶系。它以板状、细长棱柱状晶体形式或以粒状至块状结壳形式出现。孪晶为简单的接触孪晶。硫化汞（HgS）采用所描述的朱砂结构，以及一种附加结构，即它是同质异形体。朱砂是更稳定的形式，其结构类似于HgO：每个Hg中心有两个短Hg-S键（每个2.36Å）和四个较长的Hg···S接触（分别为3.10、3.10 、3.30和3.30Å）。此外，HgS还有一种具有闪锌矿结构的黑色非朱砂同质异形体（黑辰砂）。

## 产生

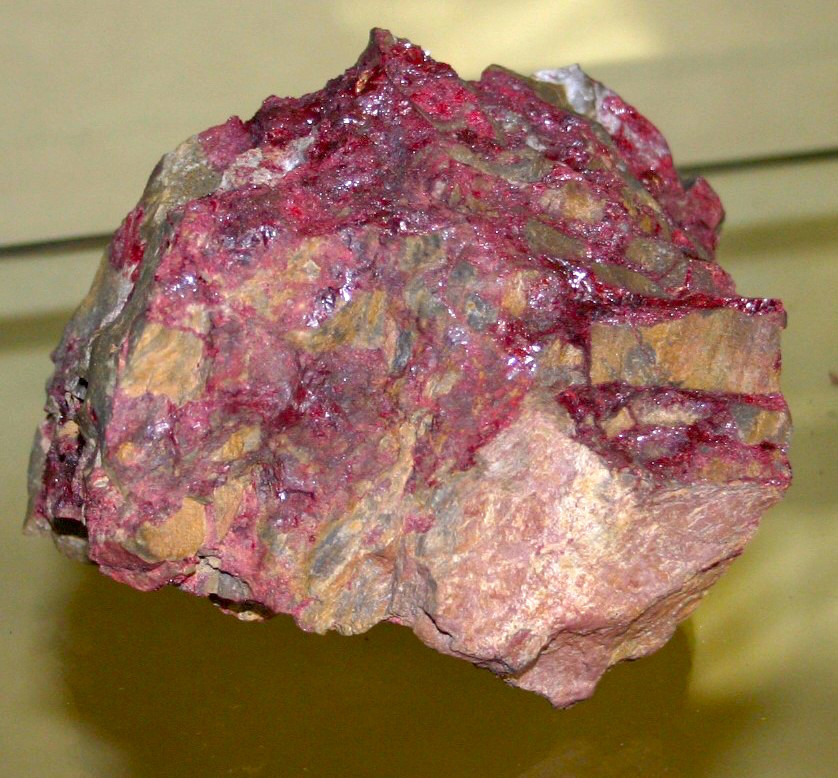
来自美国内华达州的朱砂汞矿石

朱砂通常作为与最近的火山活动和碱性温泉相关的地脉填充矿物出现。朱砂是由远离火成源的超热液与上升水溶液（靠近地表且不太热的水溶液）沉积的。它与自然汞、辉锑矿、雄黄、黄铁矿、白铁矿、蛋白石、石英、玉髓、白云石、方解石和重晶石有关。

## 汞的开采与提取

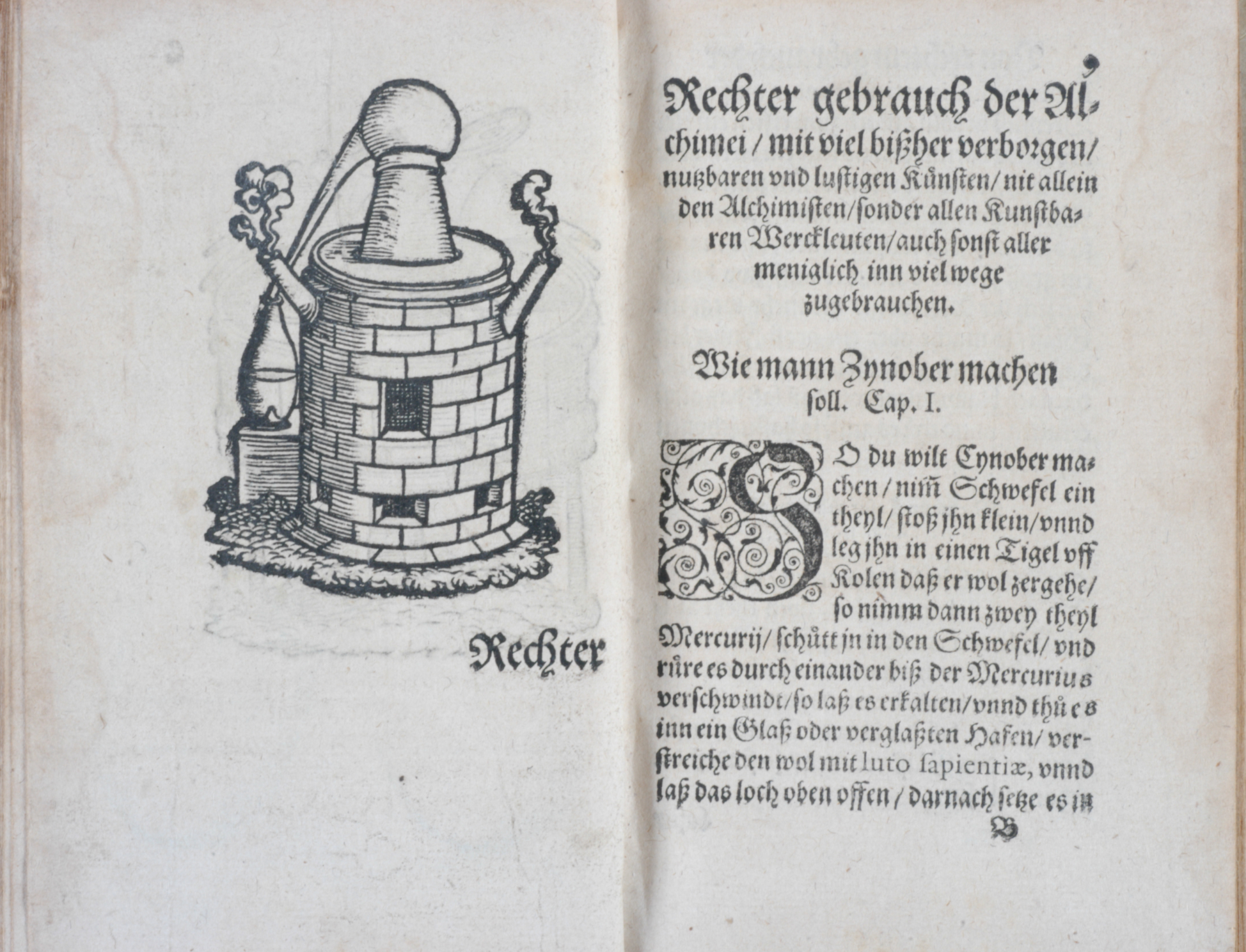
朱砂蒸馏器，Alchimia，1570年

作为自然界中最常见的汞来源，朱砂已被开采了数千年，甚至可以追溯到新石器时代。在罗马帝国时期，它被作为一种颜料，并因其汞含量而被开采。:XLI
为了生产汞，粉碎的朱砂矿石会在回转窑中进行焙烧。在这个过程中，汞会从矿物中分离出来，很容易蒸发。一个冷凝管用于收集液态金属，通常被装在铁瓶中运输。

## 装饰用途
朱砂在近东自古以来就被用作颜料，包括作为胭脂类化妆品，在新大陆自奥尔梅克文明开始。中国早在周朝就用朱砂书写甲骨文，自新石器时代，朱砂就被用作漆器上色，河姆渡遗址第三文化层出土的漆碗被认为是中国目前发现最早的漆器。
自奥尔梅克文明以来，朱砂在新大陆中被用作一种颜料。其在玛雅文明高峰时期的皇家墓室中的使用就是例证，最引人注目的是7世纪的帕伦克红皇后墓，在那里石棺中的贵妇遗骸和属于她的物品，全部被朱砂制成的鲜红色粉末完全覆盖。
朱砂最广为人知的用途在中国漆雕中，这种技术显然起源于宋朝。通过涂多层朱砂漆而非直接使用朱砂上色的工艺，可以降低漆器造成的的汞中毒风险，但如果被意外破坏，仍然可能造成环境危害。在现代珠宝行业，有毒颜料被树脂基聚合物取代，其外观近似于着色漆。
1976年，在智利Cerro Esmeralda发现的两具公元1399年至1475年的女性木乃伊身着带有朱砂的衣服。

## 药用及毒性
朱砂为传统中药，《神農本草經》中列為玉石部上品，稱能養精神，安魂魄。用于安神、镇静，大约有10%的中成药中含有朱砂。
硃砂的主要成份為硫化汞，还常夾雜雄黃、磷灰石、瀝青質等。其中含有的砷、铅、锑等都对人体有害。有防腐作用，外用能抑制或殺滅皮膚細菌和寄生蟲。
其主要成分硫化汞可导致汞中毒。研究表明一天从药物中口服硫化汞超过262毫克即可导致慢性中毒。而一些中成药药丸中含汞量相当高，如美國魚類及野生動物管理局法医实验室曾抽查的北京同仁堂产安宫牛黄丸中含汞量为80.7至621.3毫克，部分远高于慢性中毒量。
临床报告表明，使用朱砂可能会出现肝肾脏损害、胃肠道反应、神经系统中毒、溶血性贫血、过敏反应等。
美国等国都已禁止药物中使用朱砂。

## 延伸阅读
- Stewart, Susan. . . Elsevier. 2015: 79–88. ISBN 978-0-12-801506-3. doi:10.1016/b978-0-12-801506-3.00008-x （英语）.
- Barone, G.; Di Bella, M.; Mastelloni, M. A.; Mazzoleni, P.; Quartieri, S.; Raneri, S.; Sabatino, G.; Vailati, C. . Minerals, Fluids and Rocks: Alphabet and Words of Planet Earth. Rimini: 2nd European Mineralogical Conference (EMC2016) 11–15 Sep 2016: 716. 2016.